# Sigismund III. (Anhalt)
Sigismund III. von Anhalt (* 1456; † 27. November 1487 in Dessau) war ein Fürst von Anhalt-Dessau.

## Leben
Sigismund war ein Sohn des Fürsten Georg I. von Anhalt-Zerbst (1390–1474) aus dessen vierter Ehe mit Anna († 1513), Tochter des Grafen Albrecht von Lindow-Ruppin.
1470 hatte Sigismunds Vater die Regierung in die Hände seiner Söhne gelegt, die das Land 1471 teilten. Sigismund und Ernst erhielten Anhalt-Dessau, Georg II. und Waldemar VI. bekamen Anhalt-Köthen und  Rudolf sollte mit einer Geldsumme abgefunden werden. Den Landesteil Anhalt-Bernburg, der 1468 an das Haus gefallen war, sollten alle Brüder gemeinsam regieren.
Sigismund trug den Beinamen „patronus Clericorum“. Er unternahm 1476 in Begleitung des Herzogs Albrecht von Sachsen eine Pilgerreise nach Jerusalem, erkrankte aber bereits in Rhodos schwer und wurde dadurch zur Umkehr gezwungen. Er starb, wieder in Dessau angekommen, als erster der regierenden Brüder, unverheiratet und kinderlos.